# Micrathyria surinamensis
Micrathyria surinamensis – gatunek ważki z rodziny ważkowatych (Libellulidae). Występuje na terenie Ameryki Południowej.